# Церемония MTV Video Music Awards 2014
MTV Video Music Awards 2014 — 31-я церемония вручения музыкальных наград, прошедшая 24 августа 2014 года в The Forum в Инглвуде, Калифорния. Наибольшее количество номинаций получили американская певица Бейонсе и австралийская рэперша Игги Азалия: обе артистки были представлены в 8-ми номинациях. За ними последовал американский рэпер Эминем, получивший 7 номинаций.

## Выступления

#### Pre-Show
- Fifth Harmony — «Boss»
- Charli XCX — «Boom Clap»

#### Основное шоу
- Ариана Гранде — «Break Free»
- Ники Минаж — «Anaconda»
- Джесси Джей — «Bang Bang» (исполнялась при участии Арианы Гранде и Ники Минаж)
- Тейлор Свифт — «Shake It Off»
- Сэм Смит — «Stay with Me»
- Ашер / Ники Минаж — «She Came to Give It to You»
- 5 Seconds of Summer — «Amnesia»
- Игги Азалия / Рита Ора — «Black Widow»
- Maroon 5 — «Maps» / «One More Night»
- Бейонсе — Попурри:

1. «Mine» (при участии Дрейка)
2. «Haunted» (содержит элементы из «Pretty Hurts»)
3. «No Angel»
4. «Jealous»
5. «Blow»
6. «Drunk in Love»
7. «Rocket»
8. «Partition»
9. «Flawless» (при участии Чимаманды Нгози Адичи) (содержит элементы из «Superpower» и «Flawless (Remix)»)
10. «Yoncé»
11. «Blue» (при участии Блю Айви) (содержит элементы из «Heaven»)
12. «XO»

#### House artist
- DJ Mustard

## Победители и номинанты
Номинанты были объявлены 17 июля 2014 года. Победитель выделен жирным шрифтом.

### Видео года | Video of the Year
Майли Сайрус — «Wrecking Ball»
- Игги Азалия (при участии Charli XCX) — «Fancy»
- Бейонсе (при участии Jay-Z) — «Drunk in Love»
- Сиэ — «Chandelier»
- Фаррелл Уильямс — «Happy»

### Лучшее мужское видео | Best Male Video
Эд Ширан (при участии Фаррелла Уильямса) — «Sing»
- Эминем (при участии Рианны) — «The Monster»
- Джон Ледженд — «All of Me»
- Сэм Смит — «Stay with Me»
- Фаррелл Уильямс — «Happy»

### Лучшее женское видео | Best Female Video
Кэти Перри (при участии Juicy J) — «Dark Horse»
- Игги Азалия (при участии Charli XCX) — «Fancy»
- Бейонсе — «Partition»
- Ариана Гранде (при участии Игги Азалии) — «Problem»
- Лорд — «Royals»

### Artist to Watch
Fifth Harmony — «Miss Movin' On»
- 5 Seconds of Summer — «She Looks So Perfect»
- Charli XCX — «Boom Clap»
- Скулбой Кью — «Man of the Year»
- Сэм Смит — «Stay with Me»

### Лучшее поп-видео | Best Pop Video
Ариана Гранде (при участии Игги Азалии) — «Problem»
- Авичи (при участии Алоэ Блэк) — «Wake Me Up»
- Игги Азалия (при участии Charli XCX — «Fancy»
- Джейсон Деруло (при участии 2 Chainz) — «Talk Dirty»
- Фаррелл Уильямс — «Happy»

### Лучшее рок-видео | Best Rock Video
Лорд — «Royals»
- Arctic Monkeys — «Do I Wanna Know?»
- The Black Keys — «Fever»
- Imagine Dragons — «Demons»
- Linkin Park — «Until It’s Gone»

### Лучшее хип-хоп видео | Best Hip-Hop Video
Дрейк (при участии Маджида Джордана) — «Hold On, We’re Going Home»
- Childish Gambino — «3005»
- Эминем — «Berzerk»
- Канье Уэст — «Black Skinhead»
- Уиз Халифа — «We Dem Boyz»

### MTV Clubland Award
Zedd (при участии Хейли Уильямс) — «Stay the Night»
- Disclosure — «Grab Her!»
- DJ Snake и Lil Jon — «Turn Down for What»
- Martin Garrix — «Animals»
- Кельвин Харрис — «Summer»

### Лучшая совместная работа | Best Collaboration
Бейонсе (при участии Jay-Z) — «Drunk in Love»
- Крис Браун (при участии Лила Уэйна и Tyga) — «Loyal»
- Эминем (при участии Рианны) — «The Monster»
- Ариана Гранде (при участии Игги Азалии) — «Problem»
- Кэти Перри (при участии Juicy J) — «Dark Horse»
- Питбуль (при участии Кеши) — «Timber»

### Лучшая режиссура | Best Direction
DJ Snake и Lil Jon — «Turn Down for What» (Режиссёр: DANIELS)
- Бейонсе — «Pretty Hurts» (Режиссёр: Мелина Мацукас)
- Майли Сайрус — «Wrecking Ball» (Режиссёр: Терри Ричардсон)
- Эминем (при участии Рианны) — «The Monster» (Режиссёр: Рич Ли)
- OK Go — «The Writing’s on the Wall» (Режиссёры: Дамиан Куляш, Аарон Даффи и Боб Партингтон)

### Лучшая хореография | Best Choreography
Сиэ — «Chandelier» (Хореограф: Райан Хеффингтон)
- Бейонсе — «Partition» (Хореографы: Светлана Костантинова, Филиппе Декуфли, Даниэль Поланко и Фрэнк Гатсон)
- Джейсон Деруло (при участии 2 Chainz) — «Talk Dirty» (Хореограф: Эми Аллен)
- Майкл Джексон и Джастин Тимберлейк — «Love Never Felt So Good» (Хореографы: Рич и Тон Талауэга)
- Кайза — «Hideaway» (Хореограф: Люба Кастот)
- Ашер — «Good Kisser» (Хореографы: Ямайка Крафт и Тодд Самс)

### Лучшие визуальные эффекты | Best Visual Effects
OK Go — «The Writing’s on the Wall» (Эффекты: 1stAveMachine)
- Disclosure — «Grab Her!» (Эффекты: Mathematic и Эмили Сорнин)
- DJ Snake и Lil Jon— «Turn Down for What» (Эффекты: DANIELS и Зак Стольц)
- Эминем — «Rap God» (Эффекты: Рич Ли, Луис Бейкер, Mammal Studios, Laundry! и Sunset Edit)
- Джек Уайт — «Lazaretto» (Эффекты: Mathematic и Jonas & François)

### Лучшая художественная работа | Best Art Direction
Arcade Fire — «Reflektor» (Художник-постановшик: Анастасия Масаро)
- Игги Азалия (при участии Charli XCX) — «Fancy» (Художник-постановщик: Дэвид Кортемарш)
- DJ Snake и Lil Jon — «Turn Down for What» (Художник-постановщик: Джейсон Кисвардей)
- Эминем — «Rap God» (Художник-постановщик: Алекс Пейшен)
- Tyler, The Creator — «Tamale» (Художник-постановщик: Том Лисовский)

### Лучший монтаж | Best Editing
Эминем — «Rap God» (Монтаж: Кен Моуи)
- Бейонсе — «Pretty Hurts» (Монтаж: Джефф Селис)
- Fitz and The Tantrums — «The Walker» (Монтаж: Джеймс Фицпатрик)
- MGMT — «Your Life Is a Lie» (Монтаж: Эрик Ларой)
- Zedd (при участии Хейли Уильямс) — «Stay the Night» (Монтаж: Дэниел «Cloud» Кампос)

### Лучшая операторская работа | Best Cinematography
Бейонсе — «Pretty Hurts» (Операторы: Даррен Лью и Джексон Хант)
- Arcade Fire — «Afterlife» (Оператор: Эван Прософский)
- Лана Дель Рей — «West Coast» (Операторы: Эван Прософский)
- Gesaffelstein — «Hate or Glory» (Оператор: Майкл Раген)
- Thirty Seconds to Mars — «City of Angels» (Оператор: Дэвид Девлин)

### Лучшее видео с посланием | Best Video with a Social Message
Бейонсе — «Pretty Hurts»
- Авичи — «Hey Brother»
- J. Cole (при участии TLC) — «Crooked Smile»
- Дэвид Гетта (при участии Микки Экко) — «One Voice»
- Angel Haze (при участии Сиэ) — «Battle Cry»
- Келли Роуленд — «Dirty Laundry»

### Лучшее лирик-видео | Best Lyric Video
5 Seconds of Summer — «Don’t Stop»
- Ариана Гранде (при участии Игги Азалии) — «Problem»
- Деми Ловато (при участии Шер Ллойд) — «Really Don’t Care»
- Остин Махоун (при участии Питбуля) — «Mmm Yeah»
- Кэти Перри — «Birthday»

### Специальная премия имени Майкла Джексона «Признание Поколения» | Michael Jackson Video Vanguard Award
- Бейонсе[3]